# Calliphylloceras demidoffi
Calliphylloceras demidoffi ist eine Art der Ammoniten (Ammonoidea) aus dem Jura. Die Tiere verfügten über die typisch involute, externseitig gerundete Schale der Gattung Callipyhlloceras und erreichten eine maximale Größe von 60 cm Schalendurchmesser. Die Art wurde als Fossil in Europa, Indien und Madagaskar gefunden. erstbeschrieben wurde die Art 1842 von Louis Rousseau.

## Merkmale
Calliphylloceras demidoffi wies ein involutes, komprimiertes Gehäuse auf. Die Externseite der Schale war gerundet. Der Steinkern, das heißt, der Innenabguss der Schale hat eine glatte Oberfläche und zeigt S-förmige Einschnürungen. Auf der rückenseitigen Oberfläche der Schalen sind diese Einschnürungen teilweise als Wülste zu erkennen. Die Schalenskulptur wird von filigranen Anwachsstreifen gebildet. Die Loben sind stark zerschlitzt und enden in bogenförmigen Spitzen. Die Größe der Phragmokone erreicht im Oxford Clay bis zu 45 cm, was einem kompletten Gehäusedurchmesser von rund 60 cm entspricht. Die meisten Fossilien der Art sind aber deutlich kleiner.

## Stratigraphie und geographische Verbreitung
Calliphylloceras demidoffi kommt in Schichten aus dem oberen Bathonium bis ins untere Oxfordium vor und ist damit eine Art des Mitteljuras und des beginnenden Oberjuras. Die Fundorte des Ammoniten liegen in West- und Osteuropa, Indien und Madagaskar.

## Taxonomie
Die Art wurde 1842 von Louis Rousseau als Ammonites demidoffi erstbeschrieben. Das Artepitheton ehrt Anatole Demidoff di San Donato, den Herausgeber des Bandes, in dem die Beschreibung erschien.